# راک جادوگر
راک جادوگر (انگلیسی: Wizard rock) یا Wrock زیرسبکی از موسیقی راک است که در بین سال‌های ۲۰۰۲ تا ۲۰۰۴ در ایالات متحده شکل گرفت. این نوع موسیقی به خاطر ترانه‌های طنز آمیز که از مجموعه هری پاتر الهام گرفته‌شده‌اند شناخته می‌شود.
معروف‌ترین گروه‌های این سبک هری و پاترها و دراکو و مالفوی‌ها هستند.